# 南车站路
南车站路是中国上海市黄浦区的一条南北走向道路，北起陆家浜路大兴街，南至半淞园路通向世博园区，长1.2千米。道路筑于清宣统元年（1909年），旧名车站路，因通向旧有沪杭铁路上海南火车站而得名。

## 道路历史

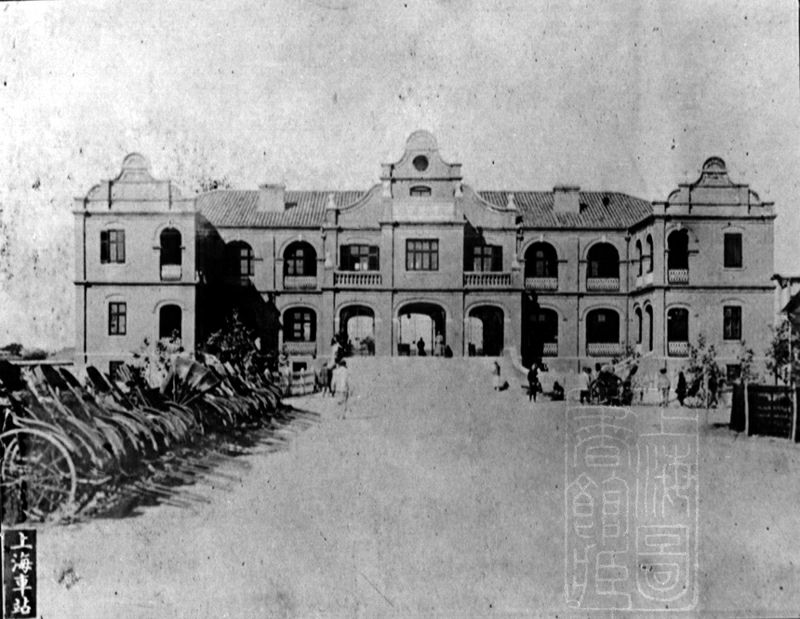
车站路上的上海南火车站

沪杭铁路建成于清朝末年，起讫站为上海至杭州，铁路分为杭州至枫泾、上海至枫泾两段建设，于宣统元年（1909年）六月，全线通车运营。

上海南火车站建于清光绪三十四年（1908年）4月，为沪杭铁路上海起点站，车站运营后，由此站南下松江、杭州等地以及去龙华参观龙华庙会的客流都集中在这里，因地处上海县城南部外的沪南地区，为了方便旅客往返上海老城厢与车站，于宣统元年（1909年）辟筑黄家阙路（大林路以南部分称大新街，后更名大兴街），又从大兴街向南过陆家浜利涉桥（民国年间填浜筑路，名为陆家浜路）辟筑一条碎石路面马路，因直通南火车站，故取名车站路。两条马路组成由老城厢小西门至城外南火车站的交通要道。车站路被南火车站分为两段，北段由大兴街开始一路向南止于瞿真人路、车站后路，南段由车站前路起至半淞园路止，路中间即为南火车站站房。1912年、1918年由华商电气公司分别开辟小东门——南火车站的1路有轨电车以及老西门——高昌庙的4路有轨电车行驶车站路并经过南火车站。民国16年（1927年），车站路改铺煤沥青路面。民国26年（1937年）8月28日，上海南火车站遭侵华日军飞机轰炸炸毁，之后车站不再恢复。民国36年（1947年），由上海市工务局将路向南延筑，在瞿真人路（今瞿溪路）、车站后路（今瞿溪路）至车站前路（今中山南路）间的南火车站原址上筑路，使南北两段车站路打通，为沥青路面。中華人民共和國成立后道路更名南车站路。在1968-1969年时，道路进行过一次修整，进入21世纪后，道路为双向四车道（机动车、非机动车道各两条）沥青路，在2010年上海世博会开幕前夕又将路面进行过一次翻修。
南车站路沿线也有过几处著名的学校、企业，如大同中学、三友实业社，曾经的大同大学（1953年在原址建蓬莱公园）、华商电车公司等。

## 道路事件

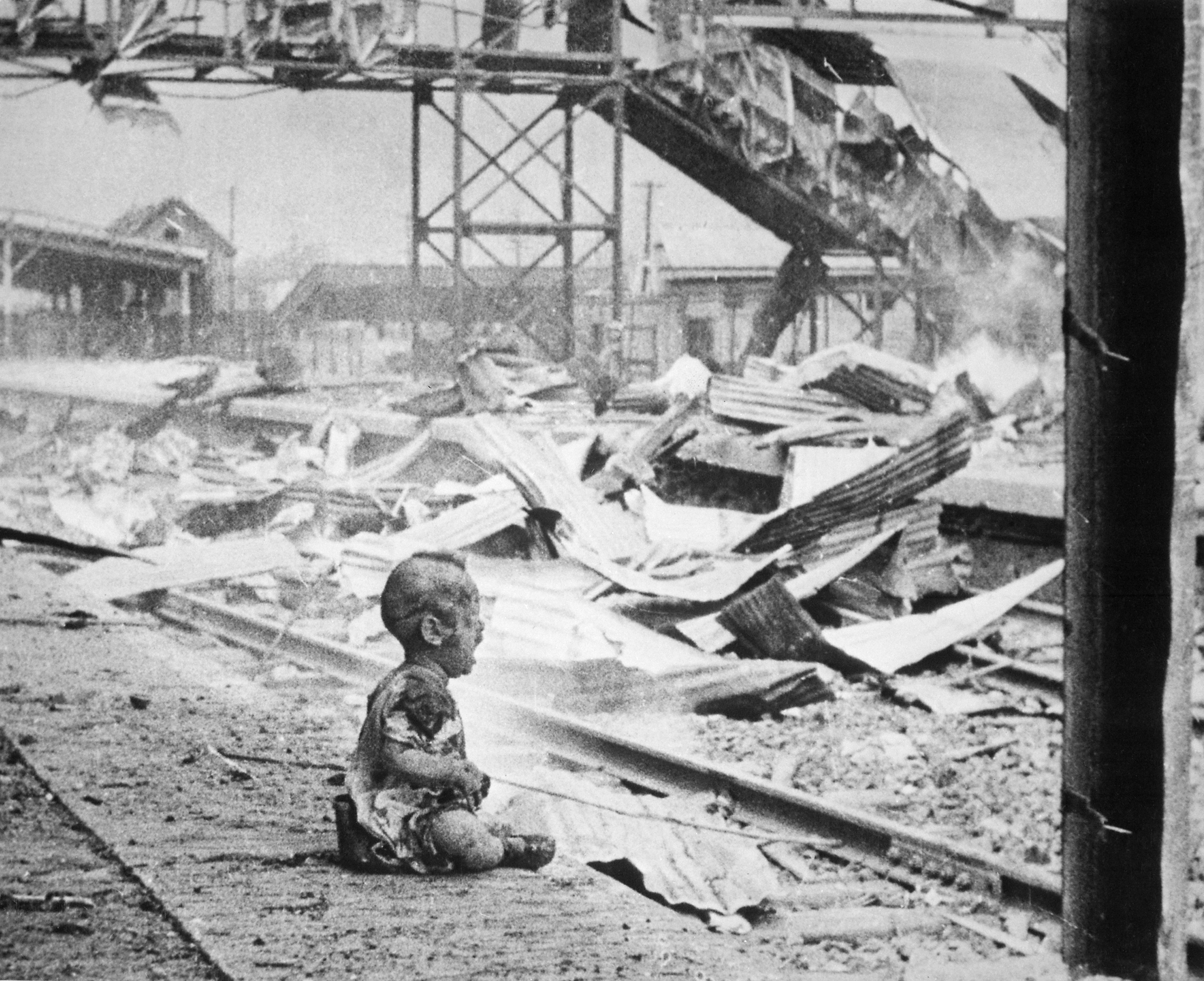
《中国娃娃》（a Chinese baby amid the wreckage）王小亭 摄

位于车站路上的上海南火车站曾是上海的重要交通枢纽，民国26年（1937年）淞沪会战爆发，导致大量难民纷纷坐火车逃离上海，1937年8月28日下午2时10分，侵华日军轰炸机飞临车站上空并投下数十枚炸弹，车站站房被炸毁，炸死炸伤数百名正等候列车逃难的难民，日军的轰炸导致车站运输中断，车站及周围沦为一片废墟，战地摄影师王小亭的摄影作品《中国娃娃》即摄于此时此地，表现出了轰炸后南站的惨状。之后南火车站货运业务西移至日晖港站（今南浦站，已拆），客运业务北移至上海北站（现上海铁路客技站），此处车站不再恢复，在原站址周围逐渐建起民房，现今只能从周围带“车站”的路名中知道当年这里曾有一个火车站存在。

## 道路交通
- 66  南浦大桥沪军营路——丰镇新村
- 66区间  南浦大桥沪军营路——民晏路
- 306（夜宵线）  南浦大桥沪军营路——上海火车站
- 929  绿川小区——上海火车站

## 交会道路（北向南）
- 陆家浜路
- 丽园路
- 徽宁路
- 斜土东路、国货路
- 车站后路
- 车站支路
- 瞿溪路
- 中山南路
- 半淞园路